# In vitro

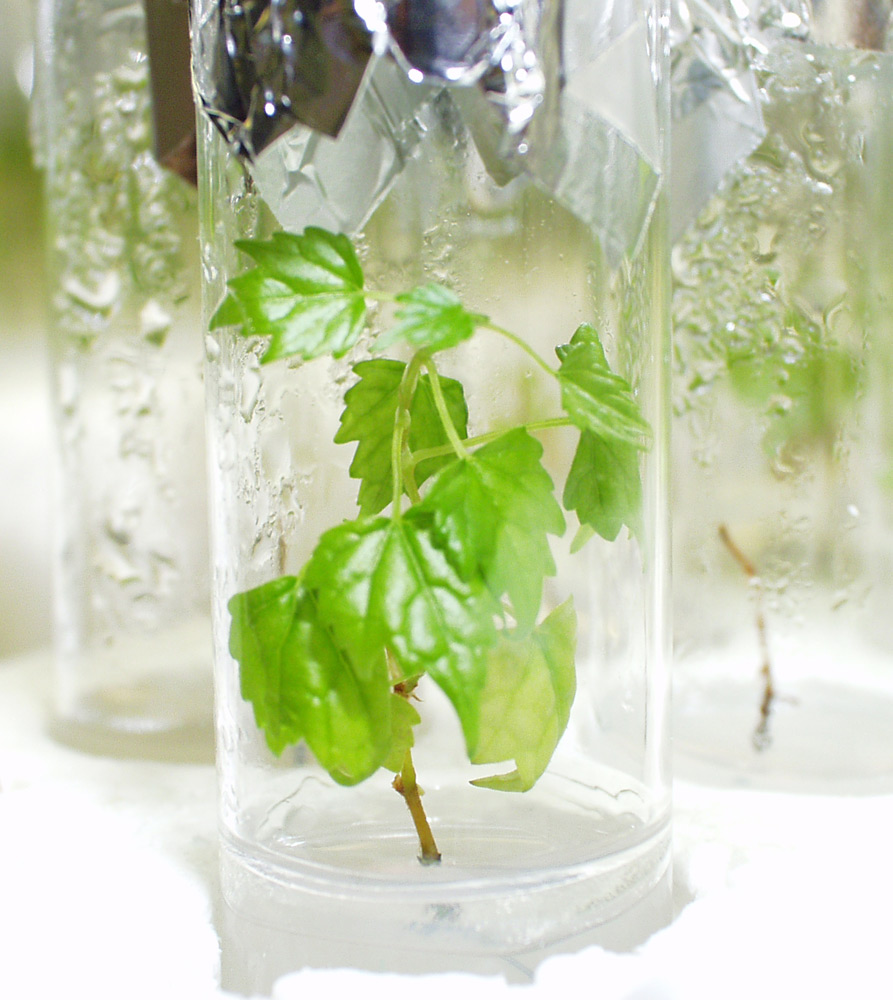
In vitro-cultuur van wijnstokken

In vitro (Latijn: in glas) is het uitvoeren van wetenschappelijk onderzoek met micro-organismen, cellen en biomoleculen buiten hun normale biologische context. In vitro-onderzoek vindt plaats buiten een intact organisme, veelal in een reageerbuis, petrischaal of ander laboratoriumglaswerk. Een bekende toepassing is in-vitrofertilisatie, waarbij bevruchting buiten het lichaam plaatsvindt.
Door (onderdelen van) organismen onder gecontroleerde omstandigheden te bestuderen, kan men de biologie ervan zeer nauwkeurig beschrijven en verklaren. In vitro-experimenten zijn vaak makkelijker uit te voeren dan experimenten met hele organismen. Dergelijke experimenten worden in vivo genoemd. De resultaten van in vitro-onderzoek zijn niet zonder meer geldig voor de situatie in vivo; de complexiteit van het complete levende organisme wordt immers buiten beschouwing gelaten.
Tegenwoordig wordt in laboratoria naast glas ook kunststof gebruikt. Dat wordt ook met in vitro aangeduid.
Een verwante term is ex vivo (buiten het levende), dat meestal wordt gebruikt voor de kweek van hele organen of verse weefsels, vaak van kortere duur. Aangezien de kweek van deze weefsels meestal ook in glas (plastic) gebeurt, zijn de termen in vitro en ex vivo nauw aan elkaar verwant. Een andere verwante term is in silico als het gaat om een computersimulatie.